# Football Club Le Mont Lausanne 2015-2016
Questa voce raccoglie le informazioni riguardanti il Football Club Le Mont Lausanne nelle competizioni ufficiali della stagione 2015-2016.

## Stagione
Nella stagione 2015-2016 il Le Mont, allenato da Claude Gross, concluse il campionato di Challenge League al 9º posto. In Coppa Svizzera il Le Mont fu eliminato agli ottavi di finale dall'Aarau.

## Rosa
| N. |                               | Ruolo | Calciatore        |
| -- | ----------------------------- | ----- | ----------------- |
| 1  | Svizzera (bandiera)           | P     | Jonas Omlin       |
| 3  | Senegal (bandiera)            | D     | Elhadji Ciss      |
| 5  | Svizzera (bandiera)           | C     | Enes Fermino      |
| 6  | Svizzera (bandiera)           | C     | Emra Mustafi      |
| 7  | Portogallo (bandiera)         | D     | Gilberto Reis     |
| 8  | Francia (bandiera)            | C     | Yacoub Meité      |
| 9  | Macedonia del Nord (bandiera) | A     | Orhan Mustafi     |
| 10 | Serbia (bandiera)             | C     | Sehar Fejzulahi   |
| 11 | Svizzera (bandiera)           | C     | Alexandre Khelifi |
| 12 | Serbia (bandiera)             | A     | Bojan Dubajić     |
| 13 | Svizzera (bandiera)           | C     | Daniel Gygax      |
| 14 | Svizzera (bandiera)           | C     | Arthur Njo Lea    |
| 15 | Francia (bandiera)            | C     | Bertrand N'Dzomo  |

| N. |                           | Ruolo | Calciatore          |
| -- | ------------------------- | ----- | ------------------- |
| 18 | Svizzera (bandiera)       | P     | Mike Richard        |
| 19 | Rep. del Congo (bandiera) | A     | Matt Moussilou      |
| 21 | Kosovo (bandiera)         | A     | Drilon Paçarizi     |
| 22 | Svizzera (bandiera)       | C     | Xavier Hochstrasser |
| 24 | Svizzera (bandiera)       | C     | Fabrizio Zambrella  |
| 25 | Francia (bandiera)        | D     | François Marque     |
| 26 | Svizzera (bandiera)       | C     | Aurélien Chappuis   |
| 27 | Svizzera (bandiera)       | A     | Alex Gauthier       |
| 28 | Francia (bandiera)        | D     | Ibrahim Tall        |
| 29 | Portogallo (bandiera)     | A     | Luís Pimenta        |
| 30 | Francia (bandiera)        | P     | Maxime Brenet       |
| 31 | Kosovo (bandiera)         | D     | Denis Markaj        |
| 58 | Francia (bandiera)        | D     | Jérôme Martin       |

## Organigramma societario
Area tecnica
- Allenatore: Claude Gross
- Allenatore in seconda: Carlos Carrasco
- Preparatore dei portieri:
- Preparatori atletici:

## Calciomercato

### Sessione estiva
| Acquisti | Acquisti            | Acquisti          | Acquisti |
| R.       | Nome                | da                | Modalità |
| -------- | ------------------- | ----------------- | -------- |
| P        | Mike Richard        | Cham              |          |
| C        | Bertrand N'Dzomo    | Sciaffusa         |          |
| D        | François Marque     | ?                 |          |
| D        | Elhadji Ciss        | Sion              |          |
| C        | Enes Fermino        | Köniz             |          |
| C        | Daniel Gygax        | Aarau             |          |
| C        | Xavier Hochstrasser | Losanna           |          |
| A        | Luís Pimenta        | Bienne            |          |
| D        | Ferid Matri         | Wil               |          |
| C        | Yacoub Meité        | Losanna           |          |
| A        | Matt Moussilou      | Amiens            |          |
| C        | Emra Mustafi        | Blue Stars Zurigo |          |
| P        | Jonas Omlin         | Lucerna           |          |
| A        | Drilon Paçarizi     | Lugano            |          |
| D        | Aleksandar Tasić    | FC Champagne      |          |

| Cessioni | Cessioni         | Cessioni           | Cessioni |
| R.       | Nome             | a                  | Modalità |
| -------- | ---------------- | ------------------ | -------- |
| P        | Marc Roux        | Lutry              |          |
| P        | Signori Antonio  | Primeiro de Agosto |          |
| C        | Musa Araz        | Basilea            |          |
| C        | Florian Berisha  | Neuchâtel Xamax    |          |
| D        | Nicolas Gétaz    | Losanna            |          |
| C        | Benjamin Kololli | Bienne             |          |
| D        | Numa Lavanchy    | Losanna            |          |
| D        | N'Diasse N'Diaye | Vevey United       |          |
| C        | Hélios Sessolo   | Losanna            |          |

### Sessione invernale
| Acquisti | Acquisti       | Acquisti     | Acquisti |
| R.       | Nome           | da           | Modalità |
| -------- | -------------- | ------------ | -------- |
| C        | Arthur Njo Lea | Rennes (CFA) |          |
| D        | Denis Markaj   | Lugano       |          |

| Cessioni | Cessioni       | Cessioni | Cessioni |
| R.       | Nome           | a        | Modalità |
| -------- | -------------- | -------- | -------- |
| D        | Ferid Matri    | Lucerna  |          |
| C        | Adrián Alvarez | Losanna  |          |

## Risultati

### Challenge League

#### Prima fase, girone di andata
| Arbitro: | Hänni |

|                  |           |             |
| Hochstrasser 60’ | Marcatori | 72’ Melazzi |

| Arbitro: | Schnyder |

|                          |           |                         |
| Abegglen 15’ Schultz 37’ | Marcatori | 12’ Mustafi 48’ Dubajić |

| Arbitro: | Fähndrich |

|                           |           |  |
| Ianu 19’ Tadić 90’ (rig.) | Marcatori |  |

| Arbitro: | San |

|                    |           |                                             |
| Dubajić 64’ (rig.) | Marcatori | 28’ Monteiro 58’ Dessarzin 80’ Feuillassier |

| Arbitro: | Schärer |

|                          |           |                                                  |
| Marchesano 33’, 86’, 90’ | Marcatori | 37’ (rig.) Mustafi 69’ Hochstrasser 90’ Paçarizi |

| Arbitro: | Ovcharov |

|                  |           |  |
| Ramos 90’ (aut.) | Marcatori |  |

| Arbitro: | Jaccottet |

|                     |           |                     |
| Çiçek 73’ Paiva 74’ | Marcatori | 8’ Pimenta 90’ Tall |

| Baulmes 13 settembre 2015, ore 15:00 CEST 8ª giornata | Le Mont | 0 – 0 referto | Aarau | Stadio Sous-Ville (500 spett.)\| Arbitro: \| Bieri \| |
| Arbitro:                                              | Bieri   |               |       |                                                       |

| Arbitro: | Schnyder |

|           |           |  |
| Savic 40’ | Marcatori |  |

#### Prima fase, girone di ritorno
| Arbitro: | Jancevski |

|                                       |           |  |
| Zambrella 14’ Pimenta 23’ Alvarez 48’ | Marcatori |  |

| Arbitro: | Fähndrich |

|                          |           |                           |
| Laner 52’ Mihajlović 82’ | Marcatori | 32’ Pimenta 89’ Zambrella |

| Arbitro: | Dudic |

|                       |           |  |
| Gygax 45’ Alvarez 90’ | Marcatori |  |

| Arbitro: | Musa |

|                      |           |  |
| Fejzulahi 55’ (rig.) | Marcatori |  |

| Arbitro: | Pache |

|               |           |             |
| Dessarzin 37’ | Marcatori | 24’ Alvarez |

| Arbitro: | Superczynski |

|                                  |           |          |
| Nobre 23’ Tahipi 58’ Schäppi 81’ | Marcatori | 36’ Tall |

| Arbitro: | Schnyder |

|          |           |                   |
| Tall 16’ | Marcatori | 90’ (rig.) Karlen |

| Arbitro: | Jancevski |

|                         |           |             |
| Dubajić 33’ Mustafi 40’ | Marcatori | 45’ Berisha |

| Arbitro: | Klossner |

|                          |           |             |
| Lieder 41’ Carlinhos 45’ | Marcatori | 42’ Mustafi |

#### Seconda fase, girone di andata
| Arbitro: | Ovcharov |

|                   |           |             |
| Pak 4’ Pasche 80’ | Marcatori | 52’ Dubajić |

| Arbitro: | Fähndrich |

|                                      |           |  |
| Koller 56’ Korkmaz 67’ Spielmann 90’ | Marcatori |  |

| Arbitro: | Gut |

|             |           |                                                |
| Mustafi 54’ | Marcatori | 14’ Luković 22’ Brunner 45’ Kamber 86’ Barouch |

| Arbitro: | Schärer |

|           |           |  |
| Besle 32’ | Marcatori |  |

| Arbitro: | Musa |

|                  |           |  |
| Pimenta 55’, 79’ | Marcatori |  |

| Baulmes 13 marzo 2016, ore 15:00 CET 24ª giornata | Le Mont | 0 – 0 referto | Chiasso | Stadio Sous-Ville (250 spett.)\| Arbitro: \| Tschudi \| |
| Arbitro:                                          | Tschudi |               |         |                                                         |

| Arbitro: | Superczynski |

|           |           |  |
| Akolo 52’ | Marcatori |  |

| Arbitro: | Gut |

|                            |           |               |
| Abegglen 45’ Geissmann 54’ | Marcatori | 74’ Moussilou |

| Arbitro: | Klossner |

|  |           |           |
|  | Marcatori | 78’ Mujic |

#### Seconda fase, girone di ritorno
| Arbitro: | Schärer |

|  |           |                        |
|  | Marcatori | 32’ Méndez 34’ Lotomba |

| Arbitro: | Ovcharov |

|                        |           |             |
| Çiçek 56’ D'Angelo 69’ | Marcatori | 32’ Pimenta |

| Arbitro: | Superczynski |

|             |           |           |
| Pimenta 14’ | Marcatori | 81’ Besle |

| Arbitro: | Jancevski |

|                                          |           |             |
| Neziraj 5’ Mujic 60’, 76’ Tranquilli 68’ | Marcatori | 38’ Dubajić |

| Arbitro: | Musa |

|                             |           |  |
| Fejzulahi 15’ Moussilou 90’ | Marcatori |  |

| Bienne 13 maggio 2016, ore CEST 33ª giornata | Bienne | – annullata referto | Le Mont | Tissot Arena |

| Arbitro: | Superczynski |

|              |           |           |
| Paçarizi 63’ | Marcatori | 6’ Yılmaz |

| Arbitro: | Ovcharov |

|                               |           |  |
| Ciarrocchi 73’ Cortelezzi 81’ | Marcatori |  |

| Arbitro: | Schärli |

|                              |           |                                       |
| Hochstrasser 33’ Khelifi 67’ | Marcatori | 45’ Doudin 74’, 80’ (rig.), 86’ Akolo |

### Coppa Svizzera
| 15 agosto 2015, ore 20:00 CEST Primo turno | Buochs | 0 – 2 | Le Mont |  |

| Martigny 20 settembre 2015, ore 15:30 CEST Secondo turno | Martigny  | 0 – 1 referto | Le Mont | Stade d'Octodure |
| \| \| \| \| \| \| Marcatori \| 88’ Fejzulahi \|          |           |               |         |                  |
|                                                          |           |               |         |                  |
|                                                          | Marcatori | 88’ Fejzulahi |         |                  |

| Aarau 29 ottobre 2015, ore 19:15 CET Ottavi di finale      | Aarau     | 2 – 0 referto | Le Mont | Stadion Brügglifeld (1 828 spett.) |
| \| \| \| \| \| Radice 36’ Spielmann 89’ \| Marcatori \| \| |           |               |         |                                    |
|                                                            |           |               |         |                                    |
| Radice 36’ Spielmann 89’                                   | Marcatori |               |         |                                    |

## Statistiche

### Statistiche di squadra
| Competizione     | Punti | In casa | In casa | In casa | In casa | In casa | In casa | In trasferta | In trasferta | In trasferta | In trasferta | In trasferta | In trasferta | Totale | Totale | Totale | Totale | Totale | Totale | DR  |
| Competizione     | Punti | G       | V       | N       | P       | Gf      | Gs      | G            | V            | N            | P            | Gf           | Gs           | G      | V      | N      | P      | Gf     | Gs     | DR  |
| ---------------- | ----- | ------- | ------- | ------- | ------- | ------- | ------- | ------------ | ------------ | ------------ | ------------ | ------------ | ------------ | ------ | ------ | ------ | ------ | ------ | ------ | --- |
| Challenge League | 32    | 17      | 7       | 6       | 4       | 20      | 15      | 17           | 0            | 5            | 12           | 16           | 35           | 34     | 7      | 11     | 16     | 36     | 50     | -14 |
| Coppa Svizzera   | -     | 0       | 0       | 0       | 0       | 0       | 0       | 3            | 2            | 0            | 1            | 3            | 2            | 3      | 2      | 0      | 1      | 3      | 2      | +1  |
| Totale           | 32    | 17      | 7       | 6       | 4       | 20      | 15      | 20           | 2            | 5            | 13           | 19           | 37           | 37     | 9      | 11     | 17     | 39     | 52     | -13 |

### Andamento in campionato
| Giornata  | 1 | 2 | 3 | 4  | 5  | 6 | 7 | 8 | 9  | 10 | 11 | 12 | 13 | 14 | 15 | 16 | 17 | 18 | 19 | 20 | 21 | 22 | 23 | 24 | 25 | 26 | 27 | 28 | 29 | 30 | 31 | 32 | 33 | 34 | 35 | 36 |
| --------- | - | - | - | -- | -- | - | - | - | -- | -- | -- | -- | -- | -- | -- | -- | -- | -- | -- | -- | -- | -- | -- | -- | -- | -- | -- | -- | -- | -- | -- | -- | -- | -- | -- | -- |
| Luogo     | C | T | T | C  | T  | C | T | C | T  | C  | T  | C  | C  | T  | T  | C  | C  | T  | T  | T  | C  | T  | C  | C  | T  | T  | C  | C  | T  | C  | T  | C  | T  | C  | T  | C  |
| Risultato | N | N | P | P  | N  | V | N | N | P  | V  | N  | V  | V  | N  | P  | N  | V  | P  | P  | P  |    | P  | V  | N  | P  | P  | P  | P  | P  | N  | P  | V  |    | N  | P  | P  |
| Posizione | 4 | 6 | 8 | 10 | 10 | 7 | 7 | 8 | 10 | 10 | 9  | 5  | 4  | 3  | 5  | 6  | 3  | 5  | 6  | 6  | 7  | 8  | 6  | 6  | 6  | 8  | 9  | 9  | 9  | 9  | 9  | 9  | 9  | 9  |    |    |

Legenda:

Luogo: C = Casa; T = Trasferta. Risultato: V = Vittoria; N = Pareggio; P = Sconfitta.

### Statistiche dei giocatori
| Giocatore       | Challenge League | Challenge League | Challenge League | Challenge League | Coppa Svizzera | Coppa Svizzera | Coppa Svizzera | Coppa Svizzera | Totale   | Totale | Totale      | Totale     |
| Giocatore       | Presenze         | Reti             | Ammonizioni      | Espulsioni       | Presenze       | Reti           | Ammonizioni    | Espulsioni     | Presenze | Reti   | Ammonizioni | Espulsioni |
| --------------- | ---------------- | ---------------- | ---------------- | ---------------- | -------------- | -------------- | -------------- | -------------- | -------- | ------ | ----------- | ---------- |
| A. Alvarez      | 16               | 3                | 1                | 0                | 1              | 0              | 0              | 0              | 17       | 3      | 1           | 0          |
| M. Brenet       | 20               | 0                | 3                | 0                | 2              | 0              | 0              | 0              | 22       | 0      | 3           | 0          |
| A. Chappuis     | 32               | 0                | 10               | 0                | 2              | 0              | 0              | 0              | 34       | 0      | 10          | 0          |
| E. Ciss         | 16               | 0                | 3                | 0                | 2              | 0              | 0              | 1              | 18       | 0      | 3           | 1          |
| B. Dubajić      | 28               | 5                | 5                | 1                | 0              | 0              | 0              | 0              | 28       | 5      | 5           | 1          |
| S. Fejzulahi    | 22               | 2                | 2                | 0                | 2              | 1              | 0              | 0              | 24       | 3      | 2           | 0          |
| E. Fermino      | 2                | 0                | 1                | 0                | 0              | 0              | 0              | 0              | 2        | 0      | 1           | 0          |
| A. Gauthier     | 11               | 0                | 0                | 0                | 0              | 0              | 0              | 0              | 11       | 0      | 0           | 0          |
| D. Gygax        | 19               | 1                | 0                | 0                | 1              | 0              | 0              | 0              | 20       | 1      | 0           | 0          |
| X. Hochstrasser | 30               | 3                | 5                | 0                | 2              | 0              | 0              | 0              | 32       | 3      | 5           | 0          |
| A. Khelifi      | 13               | 1                | 0                | 0                | 1              | 0              | 0              | 0              | 14       | 1      | 0           | 0          |
| A. Lea          | 13               | 0                | 1                | 0                | 0              | 0              | 0              | 0              | 13       | 0      | 1           | 0          |
| B. Maboso       | 0                | 0                | 0                | 0                | 0              | 0              | 0              | 0              | 0        | 0      | 0           | 0          |
| D. Markaj       | 11               | 0                | 1                | 0                | 0              | 0              | 0              | 0              | 11       | 0      | 1           | 0          |
| F. Marque       | 26               | 0                | 7                | 0                | 2              | 0              | 0              | 0              | 28       | 0      | 7           | 0          |
| J. Martin       | 0                | 0                | 0                | 0                | 0              | 0              | 0              | 0              | 0        | 0      | 0           | 0          |
| F. Matri        | 4                | 0                | 1                | 1                | 0              | 0              | 0              | 0              | 4        | 0      | 1           | 1          |
| Y. Meité        | 17               | 0                | 3                | 0                | 2              | 0              | 0              | 0              | 19       | 0      | 3           | 0          |
| A. Mossi        | 0                | 0                | 0                | 0                | 0              | 0              | 0              | 0              | 0        | 0      | 0           | 0          |
| M. Moussilou    | 9                | 2                | 0                | 0                | 0              | 0              | 0              | 0              | 9        | 2      | 0           | 0          |
| E. Mustafi      | 4                | 0                | 1                | 0                | 0              | 0              | 0              | 0              | 4        | 0      | 1           | 0          |
| O. Mustafi      | 17               | 5                | 1                | 0                | 0              | 0              | 0              | 0              | 17       | 5      | 1           | 0          |
| B. N'Dzomo      | 25               | 0                | 7                | 1                | 2              | 0              | 0              | 0              | 27       | 0      | 7           | 1          |
| J. Omlin        | 15               | 0                | 0                | 0                | 0              | 0              | 0              | 0              | 15       | 0      | 0           | 0          |
| D. Paçarizi     | 23               | 2                | 3                | 0                | 2              | 0              | 0              | 0              | 25       | 2      | 3           | 0          |
| L. Pimenta      | 27               | 7                | 4                | 0                | 1              | 0              | 0              | 0              | 28       | 7      | 4           | 0          |
| G. Reis         | 29               | 0                | 7                | 1                | 1              | 0              | 1              | 0              | 30       | 0      | 8           | 1          |
| M. Richard      | 0                | 0                | 0                | 0                | 0              | 0              | 0              | 0              | 0        | 0      | 0           | 0          |
| M. Roux         | 0                | 0                | 0                | 0                | 0              | 0              | 0              | 0              | 0        | 0      | 0           | 0          |
| I. Tall         | 31               | 3                | 5                | 1                | 2              | 0              | 0              | 0              | 33       | 3      | 5           | 1          |
| A. Tasić        | 2                | 0                | 0                | 0                | 0              | 0              | 0              | 0              | 2        | 0      | 0           | 0          |
| F. Zambrella    | 20               | 2                | 9                | 0                | 2              | 0              | 1              | 0              | 22       | 2      | 10          | 0          |